# Alexandra Cooreman
Alexandra Cooreman (Brussel, 11 maart 2003) is een Belgisch-Poolse violiste.

## Biografie
Cooreman werd in 2003 geboren in Brussel. Haar vader is een Belg, terwijl haar moeder afkomstig is uit Polen. Ze bezit zowel de Belgische als de Poolse nationaliteit.
Ze startte op vijfjarige leeftijd met het bespelen en studeren van viool. Ze startte haar studies aan de muziekacademie van Sint-Agatha-Berchem. Cooreman neemt al vanaf jonge leeftijd deel aan tal van internationale wedstrijden waaronder: Concours International Grumiaux, Kocian Violin Competition, International Young Musician Competition en Concours Breughel. Deze wedstrijden werden ook door haar gewonnen.
Verder speelde Cooreman ook solo met verschillende orkesten zoals het Chamber Philharmonic Orchestra Pardubice, Sint-Petersburg Philharmonic Orchestra, European Philharmonia, L'Ensemble Orchestral en L’Orchestre Royal de Chambre de Wallonie. Ze mocht ook meespelen tijdens het kerstconcert in het Koninklijk Paleis.
Sinds 2013 studeert Cooreman aan het Muziekkapel Koningin Elisabeth in Waterloo. Ze krijgt hier les van Augustin Dumay en Tatiana Samouil.
Ze kreeg een aantal masterclasses van bekende violisten en artiesten als Philip Setzer, Michaela Martin, Pavel Vernikov en Jean-Claude Vanden Eynden.
In december 2017 speelde ze in duo met Renaud Capuçon in Flagey (studio 4).
In 2018 deed Cooreman mee aan het Eurovision Young Musicians 2018 in Edinburgh. Ze bleef daar steken in de halve finale.
Vanaf het schooljaar 2018 studeert ze in Escuela Superior de Musica de Reina Sofia in Madrid met Ana Chumachenco en haar assistent Zorhab Tadevosyan.